# Neutralità italiana (1914-1915)

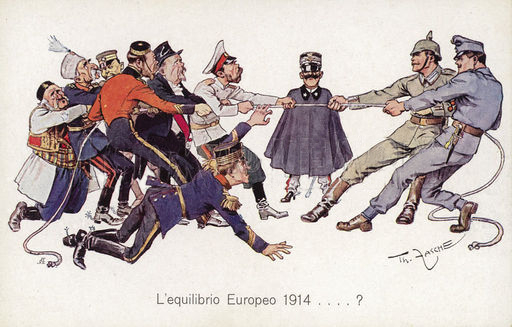
Vignetta satirica: Vittorio Emanuele al centro assiste all'equilibrio europeo nel tiro alla fune fra Imperi Centrali a destra e gli altri stati a sinistra

La neutralità italiana durante la prima guerra mondiale consistette nella politica adottata dal governo italiano, guidato da Antonio Salandra, nel periodo fra l'ultimatum austriaco del 23 luglio 1914 alla Serbia e la dichiarazione di guerra italiana all'Impero austro-ungarico, il 23 maggio 1915.

## Contesto storico

### Il governo Salandra
(Benedetto Croce, Storia d'Italia dal 1871 al 1915, Napoli 1927)

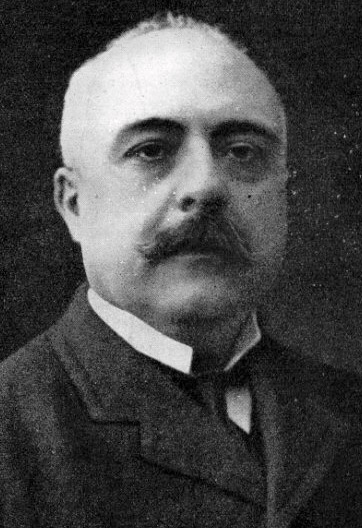
Antonio Salandra, capo del governo interventista che spinse l'Italia ad entrare in guerra

Il governo Salandra era succeduto al governo Giolitti per reazione alla crescente forza della sinistra rivoluzionaria: per marcare il centro dei suoi interessi, Salandra tenne per sé il ministero dell'Interno. La situazione era ben rappresentata dal giovane Benito Mussolini che, da direttore dell'Avanti!, benediceva le azioni delle leghe dei contadini di Emilia e Romagna, che sarebbero sfociate, di lì a poco, nella cosiddetta "Settimana rossa" del giugno 1914. Salandra svolse con fermezza e prudenza il suo compito di mantenimento dell'ordine, che ebbe suggello nella sconfitta dei socialisti alle elezioni amministrative del giugno-luglio.
Il 28 giugno, mentre il mondo politico italiano si divideva attorno a tali questioni, giunse da Sarajevo la notizia dell'attentato all'erede alla corona austriaca: essa venne accolta senza particolare apprensione, anzi con un certo sollievo, visto che l'arciduca Francesco Ferdinando (nipote dell'imperatore d'Austria Francesco Giuseppe) era considerato ostile all'Italia e la sua prossima successione al trono austriaco era vissuta come una potenziale minaccia per gli interessi nazionali.
In realtà lo sventurato Francesco Ferdinando era ostile all'avventura bellica e fu, semmai, la sua prematura scomparsa ad incoraggiare i “decisionisti” di Vienna a risolvere, una volta per tutte, la spina nel fianco rappresentata dal governo manifestamente ostile di Belgrado, pur non sapendo se annetterla tutta direttamente oppure sconfiggerla e poi esigere un compenso in denaro. Il Kaiser Guglielmo II approvò con telegramma da Kiel del 30 giugno la scelta di dare una lezione alla Serbia.

### Lo scoppio della guerra
Dato che il carattere della Triplice Alleanza è puramente difensivo; dato che le nostre misure contro la Serbia possono precipitare una conflagrazione europea; e infine, dato che non abbiamo preventivamente consultato questo governo, l'Italia non sarebbe stata obbligata a unirsi a noi nella guerra.
Questo, tuttavia, non preclude l'alternativa che l'Italia possa, nell'eventualità, dover decidere per sé stessa se i suoi interessi fossero serviti meglio alleandosi con noi in un'operazione militare o rimanendo neutrale. Personalmente si sente più incline a favore della prima soluzione, che gli appare la più probabile, purché gli interessi italiani nella Penisola balcanica siano salvaguardati e purché noi non cerchiamo cambiamenti che probabilmente ci daranno un predominio dannoso agli interessi italiani nei Balcani.»
(Telegramma dell'ambasciatore Austro-Ungarico a Roma, von Merey, al conte Berchtold, Roma, 30 luglio 1914)
Roma fu quindi sorpresa, il 23 luglio, dalla notizia che l'Austria-Ungheria aveva inviato un perentorio ultimatum alla Serbia, che sorprese tutta l'Europa per una durezza che non ammetteva repliche e la cui accettazione avrebbe significato, per la Serbia, una capitolazione senza combattere.
Salandra, e soprattutto San Giuliano, sapevano bene che la Russia e l'Austria-Ungheria coltivavano entrambe delle ambizioni verso i Balcani e ben prima dell'attentato di Sarajevo: nel 1909 Vienna aveva colto di sorpresa San Pietroburgo, uscita stremata dalla guerra russo-giapponese, con la consegna di un primo ultimatum a Belgrado, ottenendone il riconoscimento dell'annessione della Bosnia-Erzegovina alla corona austriaca (cui la Serbia si era, sino ad allora, negata). Nell'aprile del 1913, nel corso della prima guerra balcanica, aveva consegnato un secondo ultimatum per impedire l'invasione dei territori nominalmente turchi, destinati, di lì a breve, a costituire il Regno d'Albania. Nel luglio dello stesso 1913 (durante la seconda guerra balcanica) aveva progettato di intervenire a sostegno della Bulgaria, al fine di impedire a Belgrado di strapparle la Macedonia.
L'Italia e l'Austria-Ungheria erano vincolate da un trattato, la Triplice Alleanza che prevedeva, tra l'altro, anche un obbligo di reciproca informazione circa le rispettive iniziative diplomatiche. Ciò che aveva permesso all'Italia, come ricorda Benedetto Croce di opporsi, per ben due volte, ad azioni militari austriache contro la Serbia. Ma, alla terza occasione, Vienna aveva agito senza consultare e nemmeno informare il governo italiano e, con ciò stesso, aveva violato lo spirito e la lettera del patto.
L'azione austro-ungarica contro la Serbia era contraria agli interessi italiani. Roma non desiderava l'egemonia asburgica nella regione balcanica, ma ammetteva pure l'ipotesi di fornire all'alleata sostegno politico (ed eventualmente anche militare) contro la Serbia, in cambio di compensi territoriali, ai sensi dell'articolo VII del Trattato della Triplice Alleanza. Per Roma, tali compensi territoriali dovevano consistere nelle province italiane dell'impero asburgico, in particolare nel Trentino. Il governo asburgico, però, non desiderava aprire la questione dei compensi, dunque evitò a lungo di trattare con Roma. Pressato dalla Germania, poco prima dell'inizio delle ostilità il governo asburgico concesse la legittimità dell'interpretazione italiana dell'articolo VII, ma condizionò il riconoscimento dei compensi alla partecipazione italiana alla guerra. Inoltre, il governo asburgico respinse seccamente l'idea che i compensi potessero consistere in territori del suo impero (come il Trentino). Ciò persuase il governo italiano che gli eventuali compensi concessi non sarebbero stati tali da giustificare lo sforzo bellico, né a convincere l'opinione pubblica italiana dell'opportunità di scendere in guerra con Vienna e Berlino. Anche perché l'Italia era largamente impreparata ad affrontare un conflitto di ampie proporzioni, sia da un punto di vista politico-sociale, che dal punto di vista prettamente militare. La neutralità fu dunque il risultato di una situazione in cui l'Italia aveva molto da rischiare, e poco da guadagnare, dalla partecipazione alla guerra al fianco di Vienna e Berlino.
Da parte sua, l'Austria-Ungheria non era pronta a fare sacrifici per ottenere il consenso dell'Italia e tirò dritto. Si limitò, dopo l'entrata in guerra dell'Italia al fianco di Francia e Regno Unito (maggio 1915), ad accusare l'Italia di un assai generico “tradimento”.
Semmai, il fatto che Vienna avesse rinunciato ad assicurarsi l'appoggio di Roma (o, perlomeno, la "benevola neutralità") prima di aggredire la Serbia, dimostrò che sperava ancora nella neutralità della Russia. La stessa cosa che ci si augurava a Berlino. Belgrado, d'altra parte, nei precedenti cinque anni aveva già accettato due ultimatum austriaci e non si vedeva, quindi, perché non avrebbe potuto accettarne un terzo. A sigillo di questo drammatico errore strategico, vennero subito inviate diverse centinaia di migliaia di uomini contro la Serbia, salvo rapidamente ritirarne una cospicua parte e ridirigerla verso la Russia, alla cui entrata in guerra, manifestamente, non si volle credere sino all'ultimo giorno. Tanto che la Serbia venne effettivamente occupata solo l'anno successivo e con il contributo determinante della Bulgaria.

### L'allargamento del conflitto
Le speranze austriache per un conflitto locale si infransero assai presto, il 30 luglio 1914 con la mobilitazione generale in Russia e, il 31 luglio, con la mobilitazione generale in Austria-Ungheria. Il 1º agosto la Germania dichiarò guerra alla Russia, il 3 agosto alla Francia. Seguirono il 3 agosto l'invasione tedesca del Belgio neutrale, e la conseguente entrata in guerra del Regno Unito.
San Pietroburgo era intervenuta in difesa della Serbia della quale l'Austria-Ungheria era, oggettivamente, l'aggressore. L'Italia, quindi, non era affatto tenuta ad intervenire nel conflitto, dal momento che la Triplice Alleanza vincolava l'Italia ad intervenire a fianco dell'alleato austriaco unicamente nel caso di una guerra difensiva, non provocata da un membro dell'alleanza. Salandra ed il marchese di San Giuliano si comportarono di conseguenza e, il 2 agosto 1914, dichiararono la neutralità del Regno d'Italia: il giorno prima la Germania aveva dichiarato guerra alla Russia, il giorno dopo l'avrebbe dichiarata alla Francia.
Vienna e Berlino si trovavano quindi a combattere senza l'alleato italiano.
La neutralità iniziale dell'Italia ebbe un notevole impatto sulla dichiarazione di neutralità della Spagna, poiché se l'Italia si fosse unita alla Germania e all'Impero astro-ungherese, la Spagna sarebbe entrata in guerra insieme a Francia e Regno Unito in conformità con gli Accordi di Cartagena del 1907.

### Il dilemma strategico italiano

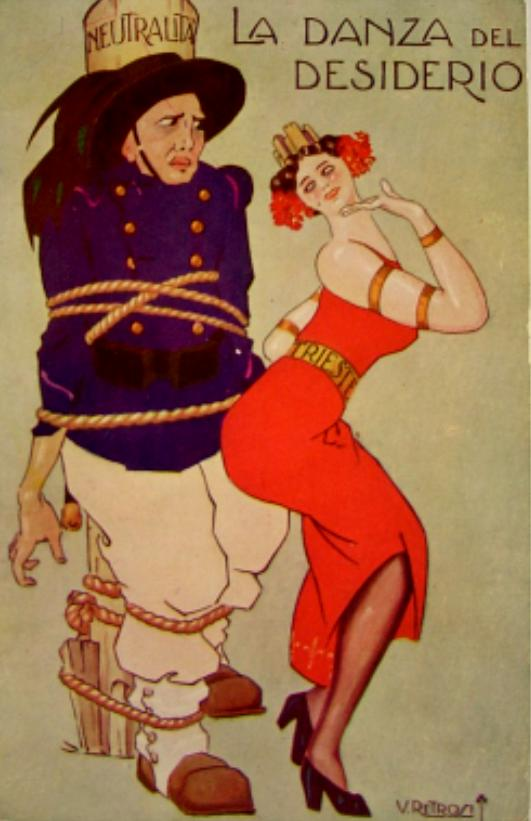
Satira sulla neutralità: Trieste vestita come una sensuale Italia turrita tenta di sedurre un bersagliere legato alla neutralità

All'inizio di agosto, quindi, Roma assisteva agli eventi, e valutava le alternative disponibili:
1. La prima consisteva in un ingresso nel conflitto a fianco di Vienna e Berlino. Era tuttavia chiaro che, dopo un'eventuale vittoria, l'Italia difficilmente avrebbe ottenuto adeguati compensi. Salandra disse che sarebbe divenuta, al meglio, «il primo vassallo dell'Impero». Il Re, con espressione meno colorita, scrisse (il 2 agosto agli ambasciatori a Vienna e Berlino) che «non ci sarebbe né il desiderio né l'interesse di attribuirci compensazioni adeguate per il sacrificio che sarebbe stato necessario sostenere». Il mancato preavviso circa l'ultimatum austriaco alla Serbia era lì a dimostrarlo. La questione dell'atteggiamento collaborativo dei due alleati era tanto più importante considerando che l'Italia dipendeva interamente da importazioni di materie prime dall'estero (sino al 90% del carbone, ad esempio, era importato dalla Gran Bretagna) e sarebbe stato necessario ottenere adeguate garanzie di rifornimento da Vienna e Berlino.
2. La seconda alternativa consisteva nel mantenimento della neutralità: tale atteggiamento era soggetto ad un rischio determinante, ovvero una decisiva vittoria tedesca sul fronte francese. Eventualità, in effetti, alla quale l'avanzata di von Moltke si avvicinò moltissimo (battaglia della Marna, 6-9 settembre). San Giuliano, in ogni caso, la riteneva probabile. Il rischio era enorme in quanto, al meglio, Vienna avrebbe conservato il Trentino e Trieste per decenni ed imposto la propria egemonia su tutti i Balcani, chiudendo all'Italia ogni possibilità di espansione commerciale e militare. Nel caso peggiore, l'Italia avrebbe dovuto subire la «vendetta» austriaca (così si esprimeva Cadorna).
3. La terza alternativa consisteva in una neutralità negoziata con Vienna: le conseguenze pratiche non differivano da quelle di una neutralità non negoziata ma, per lo meno, si sarebbe ottenuto il Trentino, forse qualcosa di più e, in ogni caso, un trattato da far valere in caso di vittoria tedesca.
4. La quarta, infine, sarebbe consistita nel rivolgimento delle alleanze e nell'entrata in guerra a fianco della Triplice intesa. Tuttavia essa era subordinata al totale insuccesso di una negoziazione con Vienna: se quest'ultima non le avesse concesso nemmeno il Trentino, allora, caduto il trattato di alleanza, sarebbe occorso perseguire unicamente gli interessi nazionali e valutare cosa potessero offrire Francia, Russia e Gran Bretagna.

Prima di assumere qualsiasi decisione, quindi, occorreva passare per i negoziati che andavano faticosamente cominciando con Vienna, riguardo alle compensazioni per l'occupazione austriaca della Serbia.

## La reazione italiana all'invasione austriaca della Serbia
Comportandosi conseguentemente, San Giuliano non denunciò la Triplice e, pur lamentando la violazione ai patti appena subita, si limitò a richiamare Vienna e Berlino all'articolo 7: esso specificava che qualora l'Austria o l'Italia avessero occupato territorio nei Balcani, tale occupazione non doveva avere luogo se non dopo un preventivo accordo con l'altra potenza, così da compensarla. Tuttavia, seppure l'Austria si fosse accordata con l'Italia prima dell'attacco alla Serbia, il ricevimento dell'eventuale compensazione non avrebbe comunque obbligato l'Italia ad entrare in guerra al fianco dell'Austria.
Tale articolo 7 non fu presente nel trattato fino al secondo rinnovo del 1891. Esso fu inserito successivamente proprio al fine di evitare che l'Italia subisse ulteriori ingrandimenti austriaci nei Balcani. Ed era ben chiaro a tutti come esso avesse sempre costituito una delle ragioni fondamentali che avevano permesso a Roma, nei decenni, di rinnovare la Triplice Alleanza.
Per comprendere la determinazione del governo italiano, occorre considerare che in quel 1914 venivano, finalmente, al pettine tutte le principali questioni diplomatiche che avevano occupato i due Paesi dal 1866 in avanti: già nel 1875 Francesco Giuseppe, venuto a colloquio a Venezia con Vittorio Emanuele II, aveva escluso ogni discussione circa Trieste ma ammesso che, quanto al Trentino, poteva venire il momento che l'Austria, in seguito all'ampliamento dei suoi domini in un'altra direzione, fosse in grado di cederla amichevolmente (nel 1910 i sudditi italiani del resto erano, ufficialmente, solo 768 422, ovvero appena l'1,5% dei 51 390 223 austro-ungarici). Fra il 29 luglio e il 20 ottobre 1878, però, Vienna aveva iniziato l'occupazione della Bosnia ed Erzegovina e nel 1909 l'aveva annessa senza che Roma ottenesse alcuna compensazione.
Gli Austriaci si erano anche concessi il gusto di beffare gli Italiani, sostenendo che «l'occupazione fatta nei Balcani era semplicemente un peso che l'Austria si era addossato a servigio della pace europea». Roma, nel 1914, godeva di tutt'altra posizione di forza ed intendeva, comprensibilmente, trarne vantaggio.
Tutt'altra questione riguarda la sincerità delle intenzioni italiane, nei sette mesi che vanno dall'ultimatum austriaco alla Serbia al Patto di Londra. Un segnale importante è rappresentato dal fatto che quando San Giuliano morì il 16 ottobre 1914, egli venne sostituito da Sidney Sonnino, praticamente l'unico politico italiano che si fosse espresso, nell'agosto-settembre, a favore di un intervento al fianco di Vienna e Berlino, dicendo che «le cambiali bisogna pagarle». Della serietà delle intenzioni italiane era convinto anche Benedetto Croce, il quale scriveva che: «i negoziati per l'eventuale accordo bisognava condurli [...] per accertarsi col fatto che la guerra fosse proprio ineluttabile» ammettendo, quindi, anzi ricercando un accordo con Vienna che consentisse il mantenimento della neutralità italiana.
I due movimenti di opposizione, inoltre, assai rappresentativi ancorché minoritari, erano decisamente contrari all'intervento: i socialisti, ligi alle posizioni della sinistra massimalista (al contrario degli omologhi tedeschi), i cattolici perché appiattiti sulla posizione del Vaticano, il quale non poteva certo incoraggiare alcun'azione ostile nei confronti dell'ultima grande potenza cattolica, l'Austria-Ungheria, che sempre aveva offerto grandi servigi alla difesa ed alla diffusione della fede (per quegli anni basti pensare alla Bosnia ed Erzegovina).
Ma i militari andarono anche più in là, come dimostra la nota con cui, il 31 luglio, il capo di Stato Maggiore italiano Luigi Cadorna annunciò a Salandra l'intenzione di inviare non già tre (come previsto dalla lettera della Triplice), ma cinque corpi d'armata sul fronte del Reno a sostegno dell'offensiva tedesca contro la Francia, mentre il generale Garioni a Tripoli aveva predisposto i suoi piani per l'invasione della Tunisia.

## Negoziati con le potenze europee

### La prima serie di negoziati

#### L'inizio della guerra e i primi contatti con le potenze belligeranti
San Giuliano presentò la propria posizione a Vienna e Berlino sin dall'agosto e ribadì l'interpretazione italiana del famoso articolo 7 del trattato della Triplice Alleanza che riguardava il problema dei cosiddetti "compensi". Il 4 agosto 1914 l'Austria-Ungheria sembrò rendere meno rigide le sue posizioni: dichiarò ufficialmente infatti che non avrebbe mai occupato il monte Lovćen, condizione ritenuta essenziale dai capi militari italiani, e affermò di concordare con l'interpretazione italiana dell'articolo 7. Vienna tuttavia in questa fase non fece alcuna proposta precisa per favorire l'entrata in guerra dell'Italia e confermò che non avrebbe accettato discussioni sui "compensi" se l'Italia non fosse prima entrata nel conflitto. Quindi Roma doveva considerare la dichiarazione di guerra russa all'Austria-Ungheria come un casus foederis. Questa posizione, contraria al trattato, irrealistica e controproducente, rispetto all'evidente vantaggio di tenere l'Italia fuori dal conflitto, può essere spiegata con la fiducia di Vienna di una conclusione rapidamente vittoriosa del conflitto.
Nella prima fase della guerra europea sembrò che gli Imperi Centrali potessero prevalere: sul fronte orientale i tedeschi sconfissero i russi a Tannenberg (26-30 agosto 1914) ed ai laghi Masuri (6-15 settembre 1914), mentre sul fronte occidentale l'avanzata tedesca attraverso il Belgio e la Francia settentrionale sembrò preludere ad un crollo delle potenze occidentali. Ma poi venne la vittoria francese alla battaglia della Marna (6-9 settembre), che salvò Parigi e fece retrocedere gli invasori di parecchie decine di chilometri e il fallimento della "Corsa al mare" tedesca (Prima battaglia di Ypres 10-11 novembre); la prima invasione austro-ungarica della Serbia si concluse con un'inattesa sconfitta, mentre l'esercito russo, nonostante le sconfitte in Prussia Orientale, invase la Galizia e il 3 settembre 1914 occupò Leopoli, minacciando di invadere l'Ungheria e marciare su Vienna.
Alla fine di settembre quindi San Giuliano comprese che la guerra sarebbe durata ancora a lungo e che c'era tempo a disposizione per decidere su un'eventuale entrata in guerra e per potenziare l'apparato militare italiano. L'Italia in questa fase cercò anche di coordinare la sua azione con quella della Romania, un'altra potenza legalmente alleata con gli Imperi Centrali che tuttavia aveva dichiarato la sua neutralità; il 23 settembre 1914 i due governi concordarono di comunicarsi reciprocamente con otto giorni di anticipo eventuali nuove iniziative decise riguardo l'entrata in guerra. Bucarest si trovava, infatti, in una posizione simile a quella italiana, era interessata alla Transilvania appartenente all'Austria-Ungheria ma le sue ambizioni territoriali avrebbero potuto potenzialmente entrare in conflitto con le rivendicazioni della Serbia, proprio come era per l'Italia. La Romania alla fine sarebbe entrata in guerra dalla parte della Triplice intesa solo il 27 agosto 1916.
La prima potenza della Triplice Intesa che fece proposte concrete all'Italia dopo l'inizio della guerra fu la Russia; il ministro degli Esteri Sergej Sazonov riteneva in questa fase importantissimo ampliare il sistema di alleanze in modo da tenere impegnate una parte delle forze dell'Austria-Ungheria e alleviare la situazione della Serbia. Sazonov quindi promise l'assegnazione all'Italia, in cambio dell'entrata in guerra, del basso Tirolo, Trieste e Valona. Queste proposte non furono ritenute sufficienti dal governo italiano che aspirava al "dominio dell'Adriatico"; la Russia tuttavia aveva già previsto che la Serbia avrebbe ottenuto i territori adriatici dell'Impero austro-ungarico in cambio della cessione di parte della Macedonia alla Bulgaria di cui Sazonov sperava l'entrata in guerra con l'Intesa. Le richieste territoriali dell'Italia vennero ritenute dalle tre potenze dell'Intesa eccessive; inoltre il governo italiano richiese che la sua entrata in guerra fosse preceduta da un attacco in forze franco-britannico nell'Adriatico; simili proposte urtarono gli alleati che sospettarono che l'Italia volesse soprattutto sfruttare la situazione per coronare le sue ambizioni territoriali senza apportare un significativo contributo militare alla Triplice Intesa.

#### L'impreparazione dell'esercito
Al momento l'Esercito Italiano non era in grado di entrare nel conflitto in tempi brevi, indipendentemente da quale decisione il governo avesse preso fra le alternative disponibili. L'Italia aveva combattuto la terza guerra di indipendenza in condizioni di superiorità sull'esercito austriaco, unicamente perché più di metà di esso era impegnato in Boemia contro i prussiani.
Almeno dal 1910, tuttavia, l'Austria-Ungheria aveva dato avvio ad un massiccio programma di riarmo, che rendeva evidente la condizione di inferiorità italiana (+ 78% per l'Italia contro + 180% per Vienna); inferiorità che risultava aggravata dalla sfavorevole conformazione dei confini veneti, che lasciavano agli austriaci il controllo di gran parte delle prealpi italiane affacciate sulla pianura veneta. Ad essa aveva cercato di rimediare il programma di fortificazione avviato, ma mai completato, dai generali che si erano succeduti a capo dello Stato Maggiore (Enrico Cosenz e Alberto Pollio principalmente).
A ciò si aggiunga che, dal 1912, non si erano risparmiati mezzi per la guerra italo-turca e la successiva campagna di “pacificazione” della Libia, ove la guerriglia arabo-turca era ben lontana dall'essere sedata. Colà erano ancora stanziati circa 60 000 uomini, oltre ai 20 000 in Eritrea e Somalia.
Il nuovo capo di Stato Maggiore, Luigi Cadorna, nominato solo il 27 luglio 1914, un mese dopo la morte per infarto del predecessore Pollio, denunciava l'assoluta mancanza degli equipaggiamenti invernali, la mancanza di un parco d'assedio e di bombe a mano, la carenza di mezzi di trasporto, mitragliatrici, artiglieria campale e cesoie per i reticolati.
La mobilitazione generale avrebbe richiesto la formazione di almeno 14 000 ufficiali, tutti ancora da reclutare. Assai migliore appariva la situazione della flotta, ma solo in caso di conflitto con l'Austria-Ungheria, dal momento che, in quegli anni, nessuna potenza marittima poteva rivaleggiare con la flotta inglese, senza contare l'ingombrante presenza francese.
La situazione era ben nota al ceto dirigente. Tanto che Giolitti espresse sino alla vigilia dell'entrata in guerra il proprio suggerimento di perseguire ad libitum negoziati con Vienna e Berlino, utili o inutili che fossero. Il suo principale punto di obiezione era, appunto, costituito dallo stato di preparazione dell'esercito, che riteneva decisamente insufficiente. Egli aveva, inoltre, maturato un profondo scetticismo nel corso della guerra italo-turca per la quale il suo governo non aveva certo lesinato i mezzi. In quei giorni egli ebbe a dichiarare «ma quale guerra! Se non abbiamo nemmeno un generale che valga una lira!».
Antonio Salandra e Luigi Cadorna, nel frattempo, provvedevano agli approvvigionamenti necessari e fecero sicuramente tutto il possibile ma, come i primi anni di guerra dimostrarono, non fu abbastanza.

#### L'ingresso in guerra dell'Impero ottomano e l'occupazione italiana di Valona

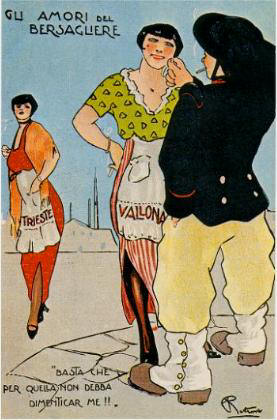
Vignetta satirica italiana sull'intervento italiano a Valona a scapito di Trieste.

Nel frattempo gli avvenimenti precipitavano: il 29 ottobre l'Impero ottomano entrava in guerra a fianco di Germania ed Austria-Ungheria. Si trattò di un passaggio decisivo per chiarire i reali margini di negoziazione dell'Italia, ai sensi del famoso articolo 7: negli anni precedenti, infatti, Vienna aveva, a volte, immaginato di compensare le pretese italiane riguardo al Trentino e Trieste con vaghe proposte in Medio Oriente. Un po' come Bismarck aveva compensato le pretese francesi sull'Alsazia-Lorena, appoggiandone l'espansione in Africa: si trattava, come sempre, di «offrire quel che non gli apparteneva e che stimava indifferente per gli interessi tedeschi».
Già Benedetto Croce diceva che si trattava di un'«astuzia troppo grossolana da dovervi cader dentro, se proprio la necessità non vi ci avesse spinto». Ed in effetti Roma aveva ripetutamente rifiutato tali abboccamenti, la prima volta già nel 1877, quando Bismarck offrì a Francesco Crispi, in compensazione dell'occupazione austriaca della Bosnia ed Erzegovina, guadagni in Albania. Ma Roma chiese, sempre e solo, il Trentino e Trieste, che considerava sue per diritto di nazionalità. La scena si ripeté un anno più tardi, al Congresso di Berlino del giugno-luglio 1878.
Ora, con l'Impero ottomano alleato di Berlino e Vienna e tutta l'Africa già spartita fra le potenze europee, null'altro restava da offrire all'Italia se non territori francesi (Nizza, la Corsica o Tunisi) o inglesi (Malta) che, per definizione, non costituivano compensazioni bensì eventuali prede di guerra e, comunque, avrebbero richiesto la rinuncia alla neutralità. L'eventuale negoziato circa le compensazioni si riduceva, ora e finalmente, ai territori austriaci e le carte andavano scoperte.
In tale contesto va interpretato l'intervento che Salandra condusse, sei giorni prima dell'ingresso nel conflitto della Turchia, nel porto di Valona: l'Albania, infatti, era precipitata nell'anarchia dopo la fuga in Italia del principe Guglielmo di Wied, il 3 settembre, venuto a contrasto con Essad Pascià; il principe era il primo sovrano del nuovo stato albanese, indipendente solo dalla pace di Bucarest dell'agosto 1913 che aveva messo fine alla seconda guerra balcanica. Lo stato albanese era nato proprio per la volontà dell'Italia di impedire alla Serbia l'accesso all'Adriatico, concorde, per una volta, con Vienna.
La caduta del fragile sovrano, quindi, esponeva il piccolo stato alle rinnovate mire dei vicini: principalmente Grecia e Serbia. Salandra reagì inviando a Valona una “missione sanitaria”, sbarcata il 23 ottobre protetta da fanti di marina, e da una squadra navale che rimase ad incrociare nelle acque albanesi. Lo sbarco era stato preceduto, il 21 ottobre, dall'occupazione dell'isola di Saseno, che domina l'imboccatura del porto. Stante la precedente volontà austriaca di garantire l'indipendenza del piccolo Stato, Salandra poté agevolmente sostenere che non si trattava di un'azione ostile nei confronti degli interessi asburgici.

#### Il rafforzamento del governo Salandra
San Giuliano morì il 16 ottobre 1914 e il portafoglio passò ad interim a Salandra.
Alla fine di ottobre, Salandra predispose uno stanziamento straordinario di 600 milioni, per accelerare la preparazione di esercito e marina. Il ministro del Tesoro Rubini, neutralista, chiese (tra l'ingenuo e lo strumentale) nuove imposte per compensare quello stanziamento e ne ottenne un invito a dimettersi, cosa che fece il 30 ottobre. Il ministro della guerra Grandi si era dimesso per disaccordi con il capo di stato maggiore Cadorna, e venne sostituito il 10 ottobre dal generale Zupelli. Il ministro della Marina Millo si era dimesso per motivo di salute, e fu sostituito il 13 luglio dal viceammiraglio Viale.
Tutto ciò impose un rimpasto di governo: Sonnino divenne ministro degli esteri e Carcano ministro del Tesoro. Salandra disponeva, adesso, di un gabinetto più disposto ai preparativi bellici.
Salandra ricevette l'incarico il 2 novembre, e venne presentato alla Camera il 3 dicembre. Qui dichiarò che «l'Italia deve organizzarsi e munirsi, quanto più le sia consentito e col massimo vigore possibile, per non rimanere essa stessa prima o poi sopraffatta», e venne messo in votazione un conseguente ordine del giorno. La Camera approvò con 433 voti a favore e 49 contro; il Senato, il 15 dicembre, all'unanimità.
Tuttavia si decise che l'intervento in guerra era da evitare nella stagione invernale e doveva essere rimandato a dopo l'aprile dell'anno successivo (1915) poiché l'esercito non era attrezzato per essere impiegato sulle Alpi (solamente i 2/3 dei reggimenti permanenti erano dotati di equipaggiamenti invernali e da alta montagna).

### Le negoziazioni con l'Austria-Ungheria
Nel frattempo, i russi avevano iniziato un'“offensiva d'inverno” in Galizia, con gli austriaci che riuscivano solo ad arrestarne le avanguardie con una battaglia di contenimento a Limanova il 17 dicembre, ma non a sgombrare le vaste zone perdute.
L'11 dicembre, Sonnino ritenne maturi i tempi per tornare a far presente al conte Berchtold (ministro degli esteri austro-ungarico dal 1912), il disposto dell'articolo 7 dei patti della Triplice Alleanza ed il conseguente diritto italiano a compensi. Chiedeva, quindi, il sollecito avvio di negoziati. Berchtold aveva risposto che l'avanzata in Serbia non costituiva ancora, formalmente, un'occupazione e che solo la sua stabilizzazione avrebbe portato all'avvio di negoziati.
Si trattava, chiaramente, di argomenti di lana caprina e come tali vennero accolti a Roma e, soprattutto, a Berlino, da dove, peraltro, il 16 dicembre era giunto a Roma come ambasciatore un pezzo da novanta come l'ex cancelliere von Bülow. Berlino non contava certo su un intervento italiano, ma intendeva garantirsi del mantenimento della neutralità italiana, al fine di salvaguardare i cospicui interessi economici e finanziari tedeschi nella penisola e il rifornimento di generi alimentari e bellici.
Berchtold fu quindi indotto ad ammorbidirsi, proponendo, verso il 20 dicembre, di riconoscere l'occupazione italiana del Dodecaneso (risalente al 1912), di rendere permanente quella di Valona e di rinunciare ad ogni ulteriore offensiva nei Balcani. Ma rifiutò ogni discussione circa il Trentino, pure in presenza di una generica proposta tedesca di contro-compensare Vienna con un pezzetto di Slesia.
Sonnino concluse questo round di negoziati rendendo chiaro che tali concessioni erano insufficienti e che, senza il Trentino, Roma non si sarebbe ritenuta soddisfatta. Le proposte austriache erano tali, tuttavia, da convincere Salandra a sostituire la “missione sanitaria” a Valona con reparti dell'esercito, sbarcati il 29 dicembre (dai 300 fanti di marina di ottobre si passò a circa 6 800 soldati a gennaio). Ma quello che l'Italia voleva era Trento, non Tirana e, il 7 gennaio Sonnino fece ribadire a Vienna che l'Italia avrebbe accettato unicamente territori austriaci.

#### L'arrivo di von Bülow e le pressioni tedesche

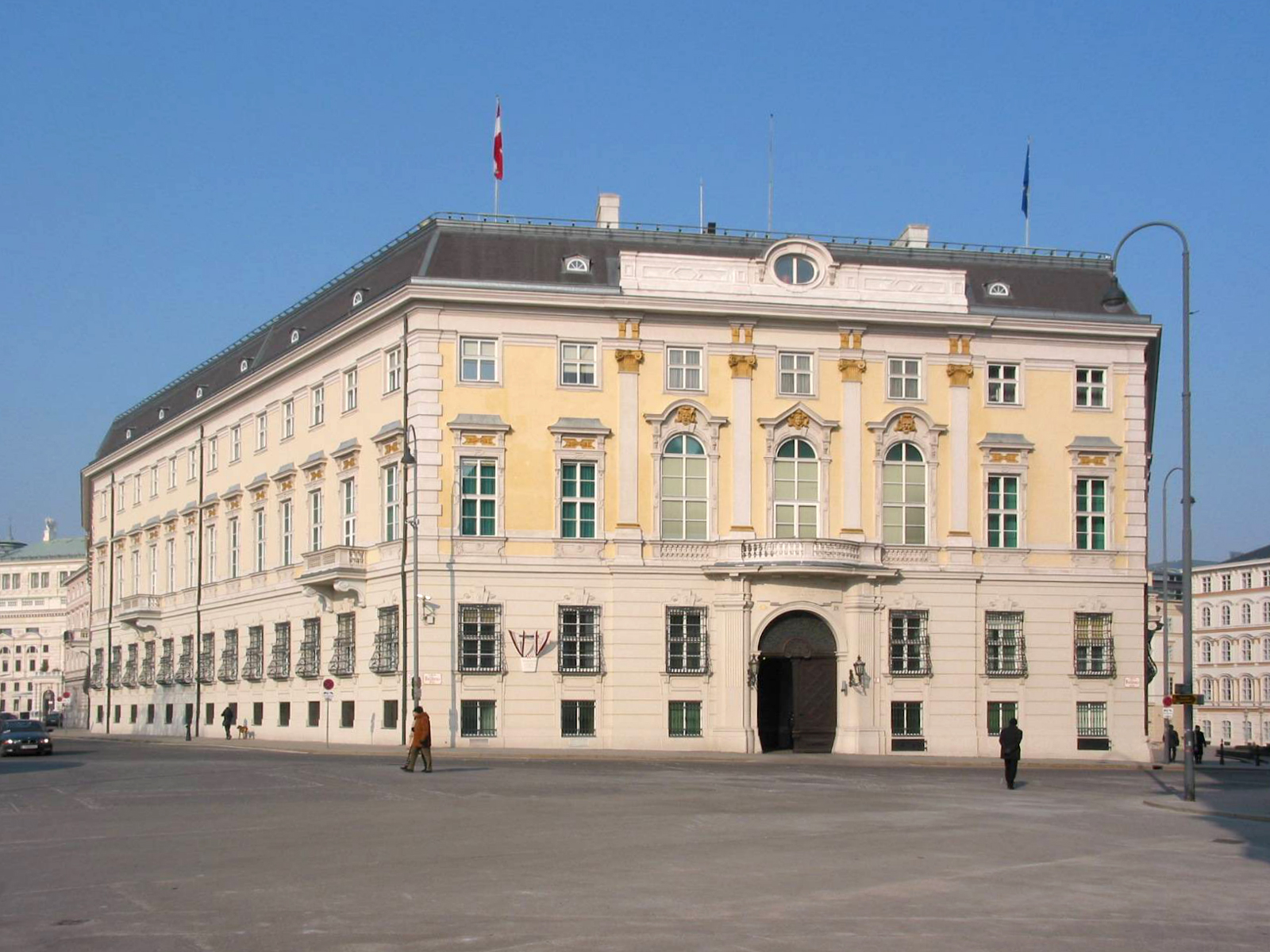
Palazzo della Ballhausplatz, già sede del Congresso di Vienna e oggi sede del ministero degli esteri austriaco

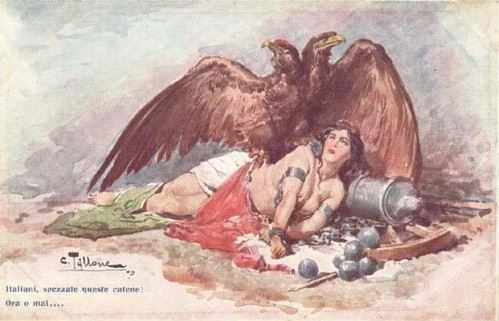
Cartolina interventista: una donna incatenata avvolta nel tricolore, custodita dall'aquila asburgica, implora di spezzare le catene "ora o mai ..."

In questo periodo, il principale referente di Antonio Salandra e del Re fu Bernhard von Bülow, il quale era ben conscio che le aspirazioni italiane sul Trentino e Trieste rappresentavano la base indispensabile di ogni negoziato. Non occorreva, tuttavia, accettarle tutte: Trieste, in particolare, era non solo il primo porto dell'Austria-Ungheria, ma anche uno sbocco capitale per la Germania. L'ambasciatore tedesco suggeriva, quindi, che l'Italia doveva accontentarsi del Trentino e pretendere, per Trieste, «una certa autonomia e l'incremento del suo carattere nazionale» (è probabile che la cosa si sarebbe risolta nella costituzione di una, già assai agognata, Università Italiana).
Von Bülow ebbe la possibilità di presentare le proprie proposte presso tutte le persone necessarie: vide Giolitti il 20 dicembre, Sonnino il 29 dicembre, il Re il 30 dicembre. L'ambasciatore tedesco ripeté le proprie rassicurazioni anche pochi giorni dopo, quando giunse notizia che al ministero degli esteri di Vienna (soprannominata la "Ballhausplatz") Berchtold era stato sostituito dall'ungherese Stephan Burián, il 13 gennaio 1915.
Von Bülow, in definitiva, aveva ben svolto il proprio compito, tanto da spingere, lo stesso Giolitti a procurare la pubblicazione sulla Tribuna di Roma, di una lettera redatta il 24 gennaio 1915, nella quale affermava: «potrebbe essere, e non apparirebbe improbabile, che, nelle attuali condizioni dell'Europa, parecchio - Giolitti aveva scritto “molto” - possa ottenersi senza una guerra; ma su questo, chi non è al Governo, non ha elementi per un giudizio completo». Si trattava, in pratica, della ratifica della linea von Bülow.

#### Il rifiuto austriaco ai negoziati
Infatti, il 12 febbraio, Roma e Vienna ripresero le trattative, ma Burian assunse una posizione assai rigida, rifiutò ogni discussione preliminare circa il Trentino, giungendo a rinnegare le concessioni del suo predecessore, circa l'occupazione italiana di Valona e del Dodecaneso.
Tutto ciò indebolì fortemente la credibilità della posizione mediatrice tedesca, e dei politici italiani che si erano spesi per un'utile e compensata neutralità. Ad esempio Giolitti venne largamente irriso per il suo “parecchio” della lettera del 24 gennaio. L'Italia aveva concesso moltissimo: Vienna avrebbe ottenuto Belgrado, mentre Roma si sarebbe contentata del solo Trentino, restando insoluta la questione delle province, parzialmente italiane, della Venezia-Giulia e della Dalmazia.
A peggiorare le cose v'era la determinazione austriaca: determinata al punto da contraddire i pressanti suggerimenti di Berlino e sostenuto dallo stato maggiore e dall'imperatore in prima persona. La principale preoccupazione di Salandra e del Re divenne, improvvisamente, una possibile guerra preventiva da parte dell'Austria-Ungheria, la quale teneva, da sempre, ben presidiati i propri confini.
Che lo stato maggiore austriaco brulicasse di “italofobi” era ben chiaro a tutti: nel 1909 il generale Conrad, capo di Stato Maggiore generale austriaco dal 18 novembre 1906, aveva proposto di approfittare del terremoto di Messina per condurre una facile “guerra preventiva” contro l'Italia e, nel dicembre 1911, nel corso della guerra italo-turca, per un simile suggerimento dovette essere temporaneamente destituito. Ma, in quel 1914, Conrad era ben saldo in sella come capo di Stato Maggiore e le sue sparate avevano sempre espresso gli umori profondi di larga parte della classe politica austro-ungherese. Come, d'altra parte, dimostrava proprio in quei mesi l'atteggiamento assai rigido dell'Imperatore.
Un tentativo di accordo da parte dell'Austria si ebbe a partire dall'8 marzo 1915: l'inizio delle operazioni che avrebbero portato allo sbarco franco-inglese a Gallipoli e la continuazione dell'avanzata russa in Galizia (due settimane più tardi sarebbe caduta Przemyśl, l'ultima fortezza austriaca in Galizia) avevano, infine, indotto il Burian a concedere una parte del Trentino, compresa Trento, ma non prima della fine della guerra: tali condizioni erano, chiaramente, inaccettabili per l'Italia.
Si trattava, per entrambe le parti, solo di guadagnare tempo.
Un nuovo sistema di mobilitazione intanto entrò in vigore in Italia il 1º marzo 1915, con successivi richiami alle armi di militari in congedo effettuati non mediante pubblici bandi, ma attraverso la precettazione personale.
Alla vigilia della guerra, l'opinione pubblica italiana era così divisa:
Interventisti:
- La monarchia e gli ambienti militari, che speravano in una crescita del prestigio del Regno d'Italia e dell'esercito.
- Gli industriali dell'industria pesante, che avrebbero fatto ingenti guadagni attraverso la produzione bellica.
- I liberal-conservatori e i conservatori (gran parte dell'ex Destra storica post-risorgimentale), che speravano in un rafforzamento delle istituzioni in senso autoritario, tra cui Antonio Salandra e Sidney Sonnino, Albertini e il Corriere della Sera.
- Gli irredentisti, i repubblicani e la maggioranza dei radicali, che vedevano la guerra come una prosecuzione del Risorgimento e delle imprese garibaldine e mazziniane, un'occasione per liberare le terre italiane irredente, rimaste in mano austriaca (con la cosiddetta "quarta guerra d'indipendenza italiana") ed eliminare per sempre lo scomodo vicino e nemico risorgimentale.
- Gli esponenti dell'interventismo di sinistra che comprendeva alcuni socialisti riformisti e i sindacalisti rivoluzionari, che speravano che la guerra avrebbe accelerato il compimento della rivoluzione socialista, e tra cui vi era Benito Mussolini, futuro capo del fascismo.
- I nazionalisti, che esaltavano la guerra come strumento di imperialismo, per dare potenza e prestigio alla Nazione. Tra di essi, intellettuali come Corradini, D'Annunzio, Giovanni Verga.
- La Massoneria, che aveva al suo interno molti irredentisti e personaggi ostili agli Imperi Centrali e in particol modo all'Austria (dove la Libera Muratoria aveva meno libertà e potere)[26]
- I "futuristi" con Filippo Tommaso Marinetti, che nel programma della sua corrente di pensiero aveva scritto: "La guerra, sola igiene del mondo", considerandola un atto rivoluzionario, ardito e rigeneratore della società, eliminando i più deboli e le vecchie istituzioni.
- Alcuni cattolici tradizionalisti, che volevano scendere in campo al fianco dell'Impero austro-ungarico, la monarchia cattolica per eccellenza.[27]

Neutralisti:
- La maggioranza dei cattolici, sia per i principi evangelici sia per non andare contro la cattolicissima Austria-Ungheria o perché vedevano la guerra come espressione di ateismo. Il pontefice Pio X, che morì poco dopo lo scoppio della guerra (1914) era un oppositore di essa. Più avanti il papa Benedetto XV, nel 1917, userà il termine «inutile strage», cercando inutilmente di porvi fine con la Lettera ai Capi dei popoli belligeranti.
- La maggioranza dei socialisti, riuniti nel PSI, che vedevano la guerra come una strage inutile, dannosa soprattutto per i più poveri e i proletari, e che volevano proteggere gli interessi sovranazionali della Seconda Internazionale Socialista.
- Giolitti e i liberali giolittiani (come buona parte dell'ex Sinistra storica e i liberali di tradizione risorgimentale-cavouriana, ossia coloro che costituiranno il PLI), che ritenevano di poter ottenere comunque dall'Austria almeno una parte delle terre irredente (come il Trentino) in cambio della neutralità e della non-aggressione; essi non erano pacifisti o neutralisti ad oltranza, avendo sostenuto l'impresa coloniale della guerra di Libia, ma ritenevano che l'Italia non fosse pronta per una guerra veloce contro gli imperi centrali, rapida e vittoriosa come affermato dai nazionalisti più convinti, e che invece avrebbe causato gravi danni ed ingenti perdite umane e materiali (come difatti accadrà). Fra essi vi era anche Benedetto Croce.
- Una parte minoritaria dei radicali, come Ettore Sacchi, che evitò di pronunciarsi a favore della guerra, rimanendo isolato nel suo gruppo.
- Gli industriali che producevano per l'esportazione, che speravano di poter sostituire sui mercati internazionali la Germania impegnata nella guerra.
- Alcuni pacifisti e antimilitaristi per convinzione personale, sia cristiani sia laici, come, ad esempio, gli anarchici (anche se taluni consideravano positiva la distruzione della Germania imperialista, la maggioranza fu risolutamente neutralista).[28] Taluni, come l'anarchico individualista Renzo Novatore (che disertò la chiamata alle armi), erano ostili alla guerra perché consideravano poco intelligente e inutile combattere e morire per lo Stato, un'idea che per loro non aveva senso.[29]

Sotto: un manifesto socialista contro la guerra, che invita i proletari alla disobbedienza civile

### Il Patto di Londra
Sonnino rispose alle offerte austriache con un'estensione delle richieste: egli richiese oltre all'intero Trentino, anche Trieste ed il basso Isonzo. Si sentiva, infatti, le spalle coperte: l'avanzata russa in Galizia proseguiva e, il 4 marzo 1915, l'Italia aveva presentato le proprie richieste alle potenze dell'Intesa: la difficoltà maggiore era rappresentata dalle pretese circa il controllo della Dalmazia e lo status di Valona, oggetto, anche, delle richieste della Serbia, sostenuta dalla Russia per solidarietà etnica, e della Gran Bretagna per questioni di controllo navale.
Sin dal settembre 1914 l'Intesa aveva offerto a San Giuliano Trentino, Trieste (ma non la Venezia Giulia) e Valona. Il ministro italiano richiese Trentino-Alto Adige, Venezia Giulia, l'internazionalizzazione di Valona (ovvero l'autonomia dell'Albania), il disarmo della flotta austriaca, una parte dei possedimenti turchi e, in generale, un'equa ripartizione di qualsivoglia indennità di guerra fosse stato possibile ottenere al termine del conflitto.
Le discussioni accelerarono con l'inizio delle operazioni che avrebbero portato allo sbarco franco-inglese a Gallipoli; il 4 marzo l'Italia presentò le proprie nuove richieste all'Intesa: tutto il Tirolo cisalpino fino al Brennero, Trieste, Gorizia e l'Istria, tutta la Dalmazia e Valona. L'8 marzo l'Austria si dichiarò disponibile a discutere la questione dei compensi all'Italia, e il 2 aprile successivo l'ambasciatore a Vienna comunicò a Sonnino che l'Austria era disposta a cedere all'Italia Trento e parte del Trentino. L'8 aprile il Ministro degli Esteri Sidney Sonnino inviò un progetto di Trattato in undici articoli con l'Austria, che fu tuttavia rifiutato il 16 aprile.
Nelle settimane successive la posizione italiana fu prima indebolita dalla caduta di Przemyśl poi rafforzata dalle difficoltà incontrate nel corso delle operazioni a Gallipoli.
Le trattative proseguirono con l'Intesa ed il 16 aprile venne raggiunto un accordo circa le compensazioni territoriali: l'Italia si contentò di Zara e Sebenico, rinunciando a Spalato e Fiume, ma ebbe promesso non solo Trento, Trieste e l'Isonzo, ma pure Bolzano, con i “confini naturali”. Si aggiungevano l'Istria, Valona e vaghe promesse riguardo a concessioni a sud di Smirne, di fronte al Dodecaneso. È da notare che, anche solo considerando i territori attorno all'arco alpino e all'Adriatico settentrionale, secondo tale trattato, si sarebbero trovati sotto la sovranità italiana anche circa 230.000 tedeschi 700.000 slavi. Restava da regolare la data dell'entrata in guerra, che venne poi fissata entro un mese dalla firma dell'alleanza, ciò che permise la sottoscrizione del trattato: il Patto di Londra venne sottoscritto il 26 aprile, nonostante la permanenza del Patto difensivo con Germania ed Austria, che fu denunciato solo il 3 maggio successivo. Mentre l'esistenza del patto rimaneva ancora segreta. Fu conosciuta alla fine del '17, quando i bolscevichi lo trovarono nell'archivio segreto dello zar e lo pubblicarono sul quotidiano Izvestija. La sua pubblicazione provocò una reazione internazionale e il Presidente americano Woodrow Wilson, conclusa la guerra, non permise fossero applicate tutte le parti che avevano un contenuto relativo ad espansioni territoriali.
Il 3 maggio successivo la Triplice alleanza fu denunciata e fu avviata la mobilitazione.

### Il nuovo governo Salandra e l'entrata in guerra
(Vittorio Emanuele III)
Giovedì 6 maggio l'Austria fece nuove offerte di accordo con l'Italia tramite l'ambasciatore a Roma Karl von Macchio, ma il 7 maggio il Consiglio dei Ministri approvò la scelta dell'intervento e si impegnò a dimettersi in caso di voto contrario della Camera. A quel punto il 9 maggio Giolitti si recò a Roma ed espresse a Salandra ed al re il proprio suggerimento di continuare i negoziati con Vienna e Berlino. Il principale punto di obiezione era costituito dallo stato di preparazione dell'esercito. Nel frattempo von Bülow, del tutto indipendentemente dal Giolitti tentava di influenzare l'opinione pubblica.
Giovanni Giolitti, recandosi a Roma mise in crisi la parte interventista della nazione, che vedeva nello statista neutralista una minaccia per Salandra, che al contrario premeva per la guerra. Il 12 maggio 320 deputati e un centinaio di senatori lasciarono a casa di Giolitti il proprio biglietto da visita per sottolineare pubblicamente la loro adesione alla linea neutralista. Il 13 maggio Salandra presentò al Re le dimissioni; Giolitti, nel timore di approfondire una grossa frattura all'interno del paese, di provocare una crisi istituzionale di larga portata e di compromettere il paese all'esterno, saputo che il re, senza attendere l'esito del Parlamento, aveva inviato telegrammi ai Capi di Stato dei Paesi dell'Intesa con la promessa dell'intervento, rinunciò alla successione e fece in modo in sostanza che l'incarico venisse conferito nuovamente a Salandra. L'Italia entrò perciò in guerra, chiamando a combattere i militari lungo più di 750 chilometri di fronte, che andavano dal Mare Adriatico al confine svizzero.
Il prestigio di Giolitti era enorme, assai superiore a quello di Salandra, e quest'ultimo si sentì obbligato a presentare, il 13 maggio, le dimissioni del governo, contando di riottenere un incarico. Vittorio Emanuele III si rivolse a Giolitti, che rifiutò, poiché finalmente informato del Patto di Londra (inizialmente non ne fu informato nemmeno Cadorna) ma, soprattutto e per evitare che «il suo avvento facesse cadere, almeno per il momento, la minaccia di guerra e imbaldanzisse l'Austria». Si disse anche che il Re avesse pure minacciato di abdicare a favore del cugino, il duca d'Aosta, ma la cosa appare assai improbabile ed assomiglia, piuttosto, ad un pettegolezzo o, al massimo, ad uno sfogo umorale.
Il Re si rivolse, quindi, a Marcora, a Boselli e a Carcano. Tutti e tre erano a favore dell'intervento e il comasco Carcano aveva addirittura sostituito Rubini. Ma nessuno aveva un ascendente politico maggiore di quello di Salandra e tutti rifiutarono, suggerendo un reincarico, intervenuto, in effetti, il 16 maggio. Nel frattempo si assisteva a una serie di manifestazioni interventiste e nazionaliste, definite il "Radioso maggio", capeggiate in particolare da Gabriele D'Annunzio e che durarono per buona parte del mese. Parallelamente iniziò una campagna intimidatoria nei confronti della parte neutralista del governo, e i parlamentari neutralisti furono il bersaglio di minacce e intimidazioni (lo stesso Giolitti dovette assumere una scorta).
I risultati non tardarono a manifestarsi: il 20 maggio il parlamento approvò facilmente i crediti di guerra, con Giolitti assente al momento della votazione. Il 23 maggio venne presentata la dichiarazione di guerra alla sola Austria-Ungheria, con effetto dal 24 maggio successivo.

## Le polemiche del dopoguerra
Quattro sono le questioni principalmente dibattute in storiografia riguardo alla condotta del governo Salandra nel corso dei mesi della neutralità:
- L'intervento come tradimento: sin dal 24 maggio 1915, Francesco Giuseppe aveva emesso un proclama in cui parlava di «tradimento quale la storia non conosceva pari» e di «nuovo perfido nemico». Si tratta, quindi, di un antico motivo della propaganda bellica austriaca e, più in generale, germanica. L'accusa di tradimento, continuamente ripetuta, ebbe certo un salutare effetto sul morale delle truppe imperiali, tanto che esse conservarono, sino a Vittorio Veneto, un genuino disprezzo nei confronti dei nemici italiani. La guerra contro l'Italia, in generale, fu assai più popolare della guerra contro la Russia.

Il motivo del “tradimento italiano” venne poi ripreso da Adolf Hitler nel 1943, con l'aiuto della propaganda di Joseph Goebbels ed è ancor oggi assai popolare presso buona parte della storiografia anglo-sassone. Nonostante i molteplici sforzi, tuttavia, non risultano contributi efficaci che abbiano saputo spiegare come mai Salandra avrebbe dovuto gettare il Paese in un conflitto terribile, determinato nell'esclusivo interesse di un alleato che agiva a svantaggio dell'Italia, senza informarla e, anzi, sbeffeggiandola. E rifiutandosi, poi, di onorare gli impegni formalmente sottoscritti, mentre pretendeva che Roma ne sostenesse di nuovi, mai nemmeno informalmente assunti. Né perché Salandra avrebbe dovuto tener fede ad un patto che l'Austria-Ungheria aveva, per prima e lungo il corso di ben dieci mesi, trattato come carta straccia.
- La cattiva scelta del momento per entrare nel conflitto: si è molto discusso dell'impazienza mostrata da Salandra e Sonnino: il momento scelto per l'entrata in guerra coincise, in effetti con il fallimento dello sbarco franco-inglese a Gallipoli e con una riuscita controffensiva austriaca (battaglie di Tarnów e Gorlice, il 1º e il 3 maggio 1915) contro la Russia, che fu costretta a sgombrare, entro la fine di giugno, l'intera Galizia. Tuttavia alla data della sottoscrizione del Patto di Londra tale esito era tutt'altro che scontato, come dimostrano le ultime proposte austriache, negoziate a partire dall'8 marzo e Salandra non può essere reso colpevole delle sorprese della guerra. Né alcuno può seriamente affermare se il marchese di San Giuliano fosse stato ancora in vita, avrebbe goduto di un tempismo migliore.
- La mancata richiesta di colonie: uno dei principali motivi di scontento, al tempo della conferenza di pace di Versailles e largamente amplificato, nei decenni che seguirono, dalla propaganda fascista, fu il mancato accesso dell'Italia alla spartizione delle colonie tedesche e dell'impero turco. Salandra e soprattutto Sonnino vennero accusati di incapacità, per non aver pattuito tali compensi sin dal 1915. A tal fine occorre ricordare che i guadagni ottenuti con il Patto di Londra, agli effetti pratici, avrebbero permesso di escludere definitivamente l'Austria-Ungheria dall'Italia, dai Balcani centro-meridionali e dall'Adriatico, lasciandole solo il piccolo porto di Fiume, ancorché abitato da italiani. Si trattava, in pratica, di tutto ciò che l'Italia aveva tradizionalmente richiesto sin dal 1870, e di molto altro ancora. Salandra aveva ottenuto un decisivo miglioramento della posizione strategica italiana, rispetto alle limitazioni sofferte in tutto il cinquantennio precedente. Solo l'imprevista implosione dell'Impero austro-ungarico, dopo il trionfo italiano a Vittorio Veneto può, in parte, spiegare il successo di così miopi critiche.
- Le manifestazioni come forzatura delle decisioni governative: si insiste spesso sulla circostanza che siano state le grandi manifestazioni interventiste a costringere il Parlamento e la sua maggioranza neutralista a votare il reincarico a Salandra il 16 maggio 1915 e, in ispecie, i crediti di guerra del 20 maggio. Taluni adducono, addirittura, che una delle ragioni principali sia stata la minaccia di violenza fisica di cui furono oggetti taluni deputati. Secondo quegli storici, gli eventi del maggio diedero prova che, in Italia, pochi uomini risoluti potessero sovrapporsi alla volontà del parlamento e che «il popolo o quei gruppi di uomini avessero provveduto all'onore e alla fortuna d'Italia con l'intelligenza e la volontà che la sua Camera ed il suo Senato non possedevano». In pratica, tali manifestazioni avrebbero rappresentato un anticipo della marcia su Roma[senza fonte]. Tesi questa, che fece la gioia di polemisti e storici fascisti, interessati a demolire la residua credibilità della sconfitta classe dirigente liberale. Ma anche nei decenni successivi, tale interpretazione ha avuto ulteriore e duraturo successo, in quanto venne fatta propria dai partiti cattolici e social-comunisti che hanno dominato la cultura e la politica italiana dal 1943-45: significativamente, essi misero sempre in discussione che gli interventisti rappresentassero la reale volontà popolare, ma non contestarono mai che il parlamento liberale avesse effettivamente ceduto alla prova di forza imposta dai capetti di piazza.

Sin dal 1927 Benedetto Croce si preoccupava di ricordarci che la realtà fu ben diversa: Camera e Senato del Regno si convinsero al voto favorevole poiché messi a conoscenza del Patto di Londra: Giolitti, che non negava la guerra ma suggeriva l'opportunità di rimandarla, quando si avvide che i tempi erano scaduti si comportò di conseguenza.
Prima vennero le decisioni dei leader politici e solo poi le invettive degli agitatori di piazza, i quali vennero vezzeggiati solo perché le loro vanterie servivano a coprire un consenso alla guerra che nel popolo tanto diffuso non era.